# Sussaba montana
Sussaba montana là một loài tò vò trong họ Ichneumonidae.